# Дживз, Ричард
Ри́чард Ла́йон Дживз (англ. Richard Lyon Geaves; 6 мая 1854 — 21 марта 1935) — английский футболист. Выступал за футбольные клубы «Клэпем Роверс» и «Олд Харроувианс», провёл 1 матч за национальную сборную Англии.

## Биография
Родился в Мехико. Его родители были британскими подданными: отец родился в Турции и был комиссионным торговцем, а мать родилась на Мальте. Ричард окончил школу Харроу, а затем Колледж Гонвилл-энд-Киз Кембриджского университета. Выступал за футбольные команды школы и университета. Затем играл за клуб «Клэпем Роверс».
Проходил службу в 14-м йоркширском полку принца Уэльса.
6 марта 1875 года провёл свою единственную игру за национальную сборную Англии в матче против сборной Шотландии на лондонском стадионе «Сарри Крикет Граунд». Англичане начали матч вдесятером: Уильям Карр из Шеффилда опоздал на матч, его место в воротах занял Александер Бонсор. Через десять минут прибывший на стадион Карр вышел на поле, заняв место в воротах англичан, а Бонсор вернулся на привычную для себя роль нападающего. Матч завершился вничью со счётом 2:2. Стал первым игроком сборной Англии, родившимся в Мексике.